# Distrito de Ishkoshim

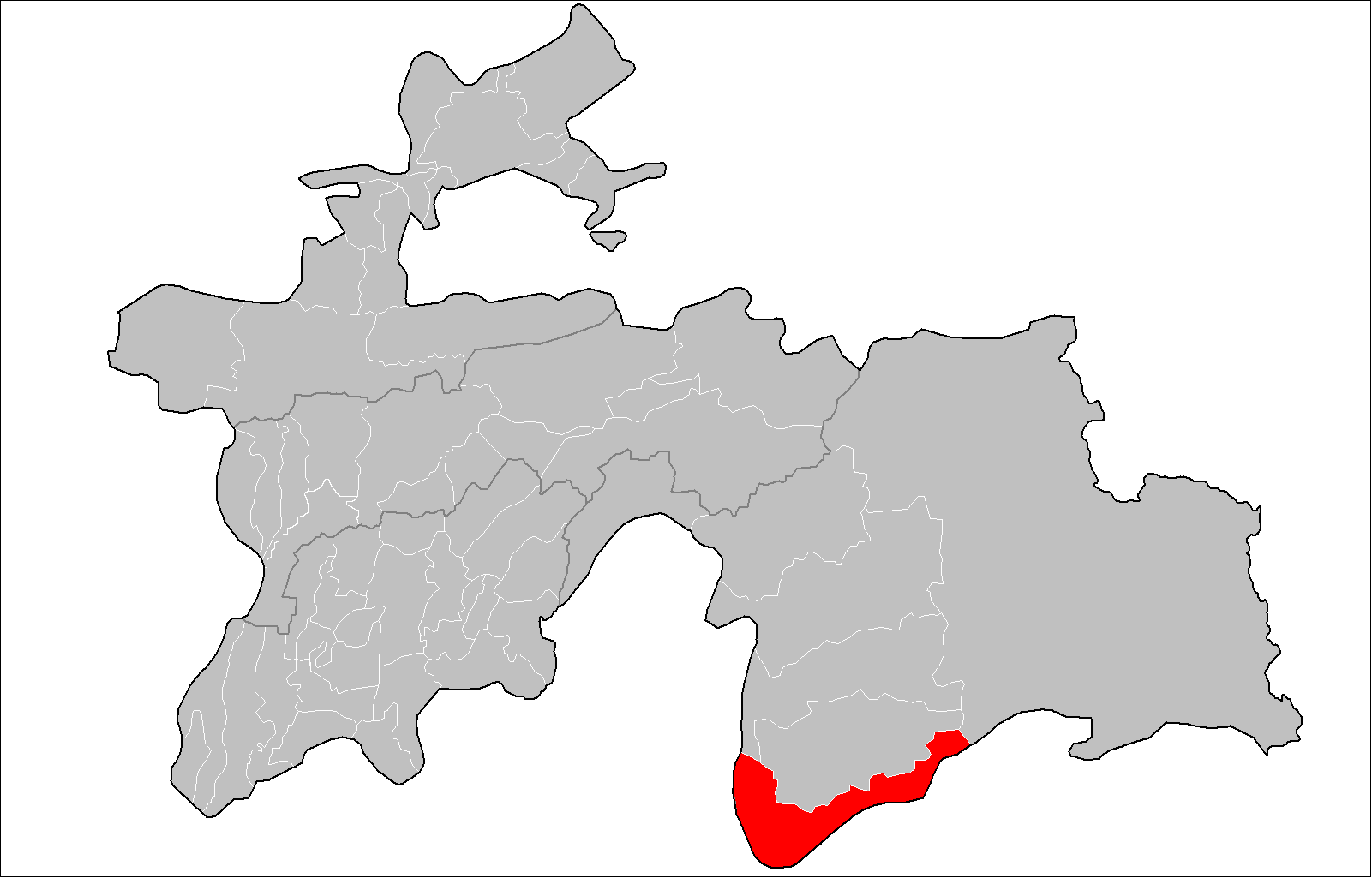
Ubicación del distrito en Tayikistán.

Ishkoshim (en tayiko: Ишкошим) es uno de los 7 distritos en los que se divide la provincia de Alto Badajshán, Tayikistán. La capital es la ciudad de Ishkoshim.

## Superficie
El distrito posee una superficie de 3 656 kilómetros cuadrados.

## Población
Según estimaciones para 2010, vivían 30 000 personas en todo el distrito.